# Саріна Антоніна Олексіївна
Антоніна Олексіївна Саріна (6 серпня 1903, Пенза — 18 вересня 1997, Севастополь) — почесний громадянин Севастополя, учасниця оборони Севастополя 1941—1942 років, секретар міському ВКП(б) Севастополя по промисловості.

## Біографія
Народилася 6 серпня 1903 року у Пензі. Трудову діяльність розпочала на Далекому Сході. У Севастополі з 1932 року: секретар комітету первинної організації ВКП(б) головвійськпорту, заступник начальника з загальних питань Гідрометеослужби, 2-ий секретар міському ВКП(б), голова Корабельної районної ради депутатів і працівників.
З 5 квітня 1941 року по 1 липня 1942 року — секретар міському ВКП(б) по промисловості і транспорту. На початку радянсько-німецької війни А. О. Саріна відповідала за вивезення матеріальних цінностей, в період оборони під керівництвом і за безпосередньої участі Саріної в обложеному Севастополі було налагоджено виробництво озброєння, боєприпасів, обмундирування. Після відвоювання міста Антоніна Олексіївна повернулася до Севастополя 10 травня 1944 року з другим ешелоном військ.
До 1950 року — заступник начальника Управління з відновлення Севастополя при Раді Міністрів УРСР; з 1953 року — заступник керуючого тресту «Севастопольбуд», з 1957 року — на пенсії. У 1957—1991 роках очолювала Історичну комісію Севастопольського МК КПУ.
| Надгробок         |
| меморіальна дошка |

Померла 18 вересня 1997 року в Севастополі, похована на кладовищі Комунарів.

## Відзнаки
Нагороджена орденом «Знак Пошани», орденом Вітчизняної війни 1 ступеня, орденом Червоної Зірки, медалями «За оборону Севастополя», «За оборону Кавказу» та іншими. 
21 вересня 1973 року Антоніні Саріній було присвоєно звання «Почесний громадянин Севастополя».

## Пам'ять
Влітку 2000 року на будинку за адресою вулиця Велика Морська, 38, де з 1952 по 1997 рік жила Антоніна Саріна, була встановлена меморіальна дошка.